# Закон поражения
Закон поражения цели (также закон разрушения объекта) — функция, определяющая вероятность поражения цели определённым боеприпасом в зависимости от различных факторов, таких как удаление цели от точки попадания или количество воздействующих на цель поражающих элементов. 
Обычно выделяют координатный, параметрический и числовой законы поражения. Полным аналогом закона поражения цели является закон разрушения объекта, который применяется при оценке последствий чрезвычайных ситуаций, таких как землетрясения или аварии, сопровождающиеся взрывами.

## Параметрический закон поражения
Под параметрическим (факторным) законом поражения понимается зависимость вероятности поражения цели не ниже заданной степени тяжести {\textstyle G_{\text{par}}} от величины поражающего фактора {\displaystyle I}.
В предположении, что стойкость цели к поражающему действию известна точно (цель поражается, когда величина фактора {\displaystyle I} достигает критического значения {\displaystyle I_{\text{crit}}}), а условия поражения неизменны, параметрический закон поражения может быть представлен в следующем виде:
{\displaystyle G_{\text{par}}(I)={\begin{cases}0,&I<I_{\text{crit}}\\1,&I\geqslant I_{\text{crit}}\end{cases}}}.
Однако на практике стойкость цели к поражающему фактору является случайной величиной, имеющей математическое ожидание {\displaystyle I_{\text{crit}}} и среднеквадратическое отклонение {\displaystyle \sigma _{I}}. Величина {\displaystyle \sigma _{I}} обусловлена как особенностями конкретного поражаемого объекта (например, неодинаковой стойкостью по различным направлениям), так и разбросом возможных условий поражения (таких как температура воздуха и атмосферное давление). В предположении, что стойкость цели распределена нормально, параметрический закон поражения будет выглядеть следующим образом (здесь {\displaystyle N(x|I_{\text{crit}},\sigma _{I}^{2})} — плотность вероятности нормального распределения с параметрами {\displaystyle I_{\text{crit}}} и {\displaystyle \sigma _{I}}):
{\displaystyle {G}_{\text{par}}(I)=\int \limits _{-\infty }^{I}N(x|I_{\text{crit}},\sigma _{I}^{2})dx}.
В некоторых хорошо исследованных случаях может использоваться специальный вид параметрического закона поражения. Например, известно, что вероятность летального поражения человека воздушной ударной волной в зависимости от величины избыточного давления хорошо описывается трёхпараметрическим распределением Вейбулла.
Для построения параметрического закона поражения конкретной цели конкретным поражающим фактором необходимо определить параметры описывающего этот закон распределения. Это может быть сделано с помощью анализа экспериментальных данных по воздействию поражающего фактора на объект или с помощью математического моделирования.

### Комбинированное поражение
В некоторых случаях поражение цели является комбинированным, то есть боеприпас может оказывать на цель воздействие несколькими поражающими факторами одновременно. Это может быть, например, совместное воздействие воздушной ударной волны и осколков при взрыве осколочного боеприпаса. Практически всегда несколько поражающих факторов воздействует на цель, атакованную с использованием ядерного оружия. 
Для комбинированного поражения построение параметрического закона практически невозможно, поскольку воздействие одного поражающего фактора может непредсказуемым образом снижать стойкость цели к другому фактору. В частности, при радиационно-термических поражения личного состава наблюдается феномен взаимного отягощения, когда тяжесть комбинированного поражения превосходит тяжесть каждого из составляющих его воздействий, рассматриваемых по-отдельности. Аналогичное влияние совместное действие поражающих факторов оказывает на сооружения, вооружение и военную технику.

## Координатный закон поражения
Координатный закон поражения определяет зависимость между вероятностью поражения цели не ниже заданной степени тяжести {\textstyle G_{\text{coord}}} и её координатами относительно точки срабатывания боеприпаса.
Если поражение не является комбинированным и известны параметрический закон поражения и распределение величины поражающего фактора в пространстве {\textstyle I(x,y,z)}, то координатный закон поражения может быть представлен следующим образом:
{\displaystyle G_{\text{coord}}(x,y,z)=G_{\text{par}}(I(x,y,z))}.  
В случае, когда построение координатного закона поражения по распределению поражающего фактора невозможно, он, как и параметрический, может быть получен по результатам экспериментальных исследований или с помощью математического моделирования. Примером эксперимента, по результатам которого может быть построен координатный закон поражения, является испытание ядерной бомбы РДС-1, при котором на различных удалениях от точки подрыва были размещены образцы техники и подопытные животные, построены типовые гражданские и военные сооружения.
Исходя из координатного закона поражения и функции {\displaystyle f(x,y,z)}, определяющей рассеивания точек срабатывания боеприпаса относительно точки прицеливания, можно определить вероятность поражения цели {\displaystyle W}:
{\displaystyle W=\iiint \limits _{-\infty }^{+\infty }G_{\text{coord}}(x,y,z)f(x,y,z)\ dxdydz}.  
При попадании цели в области поражения {\displaystyle n} боеприпасов и при отсутствии накопления ущерба целью можно построить общий координатный закон поражения  {\displaystyle G_{\text{coord}}^{\text{common}}} из индивидуальных законов поражения каждого боеприпаса {\displaystyle G_{\text{coord}}^{i}} следующим образом:
{\displaystyle G_{\text{coord}}^{\text{common}}(x_{1},y_{1},z_{1},...,x_{n},y_{n},z_{n})=1-\prod _{i=1}^{n}\left(1-G_{\text{coord}}^{i}(x_{i},y_{i},z_{i})\right)}.  

### Круговой координатный закон поражения
В тех случаях, когда вероятность поражения на одном расстоянии можно считать одинаковой (то есть она зависит только от расстояния между целью и боеприпасом {\displaystyle R}), используют одномерный круговой координатный закон поражения в виде {\displaystyle G_{\text{coord}}(R)}. Круговые законы поражения не учитывают возможную анизотропию поражающего воздействия и ориентацию цели в пространстве, но гораздо чаще применяются на практике вследствие простоты построения и использования.
Часто, когда конкретный вид закона поражения неизвестен, применяются следующие виды приближения:
1) ступенчатый ({\textstyle R_{0}} — радиус поражения):
{\displaystyle G_{\text{coord}}(R)={\begin{cases}1,&R<R_{0}\\0,&R\geqslant R_{0}\end{cases}}};
2) трапециевидный ({\textstyle R_{0}} — радиус достоверного поражения, {\textstyle R_{1}} — радиус достоверного непоражения):
{\displaystyle G_{\text{coord}}(R)={\begin{cases}1,&R\leqslant R_{0}\\1-{\frac {R-R_{0}}{R_{1}-R_{0}}}&R\in (R_{0},R_{1})\\0,&R\geqslant R_{1}\end{cases}}};
3) показательный ({\displaystyle d} — могущество средства поражения):
{\displaystyle G_{\text{coord}}(R)=\exp \left(-{\frac {R^{2}}{2d^{2}}}\right)};
4) нормальный ({\textstyle R_{0}} — математическое ожидание радиуса поражения, {\textstyle \sigma _{R}} — его среднеквадратическое отклонение):
{\displaystyle {G}_{\text{coord}}(R)=1-\int \limits _{-\infty }^{R}N(x|R_{0},\sigma _{R}^{2})dx}.
Близким к круговому является эллипсоидальный закон поражения {\displaystyle G_{\text{coord}}(R,\varphi )}, в котором дополнительно учитывается направление на точку срабатывания боеприпаса. Он строится на основе одномерных законов поражения для двух взаимно перпендикулярных направлений, например, для {\textstyle \varphi =0} и {\textstyle \varphi ={\frac {\pi }{2}}}.

### Координатно-временной закон поражения
Координатно-временной закон применяется тогда, когда для поражения цели требуется достаточно длительное воздействие на неё поражающего фактора, а цель доступна для поражения ограниченное время. Такая ситуация, например, возникает при атаке на шахтные пусковые установки, когда поражение находящихся в них ракет доступно во временном интервале от момента открытия защитного устройства до момента покидания ракетой зоны поражения.

### Приведённая зона поражения
В практических целях может быть интересен не сам координатный закон поражения, а область, в которой цели будут поражены. При этом выделяют зону достоверного поражения, где {\textstyle G_{\text{coord}}(x,y,z)\approx 1}, зону возможно (недостоверного) поражения, где {\textstyle 0<G_{\text{coord}}(x,y,z)<1}, зону достоверного непоражения, где {\textstyle G_{\text{coord}}(x,y,z)\approx 0}, и приведённую зону поражения.
Если закон поражения является круговым, площадь приведённой зоны поражения {\displaystyle S_{\text{p}}} может быть определена следующим образом:
{\displaystyle S_{\text{p}}=2\pi \int \limits _{-\infty }^{+\infty }G_{\text{coord}}(R)R\ dR}.
Соответственно, приведённый радиус поражения {\displaystyle R_{\text{p}}} может быть определён как:
{\displaystyle R_{\text{p}}={\sqrt {\frac {S_{\text{p}}}{\pi }}}}.
Приведённая зона поражения может быть использована для оценки степени поражения распределённых целей, таких как крупные сооружения, населённые пункты и т.д.

## Числовой закон поражения
Числовой закон поражения определяет зависимость между вероятностью поражения цели {\displaystyle G_{\text{nmb}}} и количеством воздействующих на цель поражающих элементов {\displaystyle n}. Чаще всего числовой закон используется при оценке поражения военной техники, такой как корабли и самолёты, боеприпасами с малым разрушительным действием, которые требуют точно попадания в цель.
Обычно числовой закон представляют либо в показательном виде ({\displaystyle G_{1}} — вероятность поражения цели единичным попаданием):
{\displaystyle G_{\text{nmb}}(n)=1-(1-G_{1})^{n}}, 
либо ступенчатой функцией с критерием минимального числа попаданий {\displaystyle k}:
{\displaystyle G_{\text{nmb}}(n)={\begin{cases}0,&n<k\\1,&n\geqslant k+1\end{cases}}}. 
Также практически важной величиной является математическое ожидание числа попаданий, необходимых для поражения целей.